# San Donato (San Miniato)
San Donato (già San Donato di Mugnano) è una frazione del comune italiano di San Miniato, nella provincia di Pisa, in Toscana.

## Geografia fisica
San Donato è situato sulla riva meridionale del fiume Arno, nel punto in cui il corso d'acqua crea un'ansa, dirimpetto al centro di Santa Croce sull'Arno, che sorge dall'altro lato del fiume. Subito ad est del paese, si trova il punto in cui l'Arno accoglie nel suo letto il torrente Egola, mentre a sud è delimitato dal tracciato della ferrovia Leopolda.
La frazione confina a nord con Santa Croce, a ovest con Castelfranco di Sotto, a sud con Ponte a Egola e ad est con San Miniato Basso e la contrada San Pierino di Fucecchio. Il centro del paese dista circa 9 km dal capoluogo comunale e poco più di 40 km da Pisa.

## Storia
Il paese si sviluppa nel territorio del perduto borgo di Mugnano, documentato per la prima volta in un documento del 9 aprile 809 dove è citata una casa massarizia sita in «loco Muniano inter fluvio Arno et Arme». Nel 1260 la località è ricordata nel registro della diocesi di Lucca, in quanto qui erano situate due chiese, una intitolata a San Michele e l'altra a San Donato, comprese nel piviere di Fabbrica presso Cigoli. Della chiesa di San Michele se ne persero ben presto le tracce: già nel 1311 non la si trova più menzionata, mentre la chiesa di San Donato assunse importanza, finendo poi per dare il nome all'intero borgo.
Agli inizi del XX secolo, la località di San Donato di Mugnano contava poche case intorno ad una cappella ed alcuni poderi, sulle rive del fiume Arno presso il ponte di Santa Croce, e costituì un semplice nucleo agricolo fino al secondo dopoguerra. Nei censimenti del 1951 e del 1961 il borgo non era censito, ma a partire dagli anni settanta conobbe un considerevole sviluppo demografico e urbanistico, divenendo un importante paese quasi in continuità con il centro di Santa Croce sull'Arno, posto immediatamente oltre il fiume. In località Romaiano fu inoltre realizzata una grande area artigianale, collegata con Ponte a Egola. Nel censimento del 2011 il paese registrò circa 1 800 abitanti.

## Monumenti e luoghi d'interesse
Presso il nucleo storico della frazione, nei pressi della riva del fiume Arno, sono ancora visibili alcuni edifici rurali originari, rimasti inglobati nel tessuto urbano residenziale. Una piccola cappella nei pressi del podere San Donato è l'unica testimonianza rimasta della chiesa di San Donato che qui sorgeva in epoca medievale, poi andata perduta nel corso dei secoli.
Al centro della frazione, inoltre, si trova la chiesa parrocchiale di San Quintino, realizzata nel 1987, che eredita il titolo parrocchiale dell'antica chiesa del borgo medievale di San Quintino, situato nelle colline a sud-est di San Miniato.